# Historia del uniforme del Legia de Varsovia

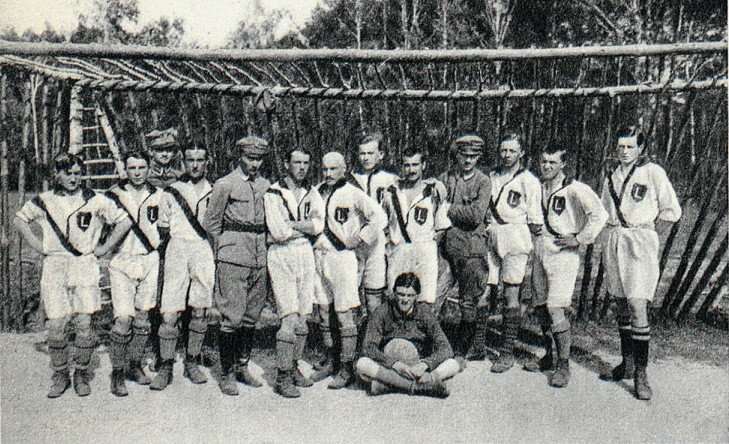
Primer uniforme del Legia de Varsovia, 1916.

El siguiente artículo trata sobre la historia y evolución del uniforme del Legia de Varsovia. Tradicionalmente, los colores del club han sido el blanco, el negro y en menor medida el verde. Los dos primeros colores están presentes en la camiseta y en el pantalón respectivamente, mientras que el verde es empleado generalmente para el uniforme de visitante.
La selección de colores se remonta a la época de fundación del club, durante la Primera Guerra Mundial. Los soldados de las Legiones Polacas vestían bajo el uniforme del ejército un mono de lana interior de color blanco, que era utilizado posteriormente para la práctica del fútbol. El color negro fue elegido en honor a Czarni Lwów, uno de los primeros clubes deportivos de Polonia. El último color en ser incorporado fue el verde, color tradicional del Korona Varsovia, equipo con el que se fusionó el Legia durante la década de 1920.
El primer uniforme del Legia consistía de un kit completo de color blanco, con una franja negra diagonal cosida desde el hombro derecho hacia el lado izquierdo de la cintura, mientras que en el lado izquierdo de la camiseta, sobre el pecho, se colocó el escudo con la característica letra "L" del Legia, inspirada en el emblema de las Legiones Polacas. En 1957 se aprobó el uso del rojo como color complementario en el uniforme, además de dar la siguiente explicación a cada uno de los colores:
- Blanco: simboliza la franja superior de la bandera de Polonia y el color primigenio del Legia.[6]
- Negro: representa al Czarni Lwów y el luto del pueblo polaco tras la desaparición de Polonia durante las particiones.[3]
- Verde: representa el uniforme militar de las Legiones Polacas y del Korona Varsovia.[4]
- Rojo: simboliza la otra franja de la bandera polaca y el patriotismo de los fundadores del club.[6]

## Evolución del uniforme

### Local
| ? | 2009-10 | 2011-12 | 2013-14 | 2015-16 | 2017-18 | 2019-20 | 2020-21 | 2021-22 |

| 2022-23 |

### Visitante
| 2009-10 | 2011-12 | 2013-14 | 2015-16 | 2017-18 | 2019-20 | 2020-21 | 2021-22 | 2022-23 |

### Alternativo
| 2015-16 | 2017-18 | 2018-19 | 2019-20 | 2020-21 | 2021-22 |  |

## Patrocinio
|           | \| Período \| Proveedor \| Patrocinador \| \| --------- \| --------- \| -------------- \| \| 1978–90 \| \| – \| \| 1990–91 \| \| Müller \| \| 1991[7] \| \| Müller \| \| 1992–95 \| \| FSO \| \| 1995–96 \| Canal + \| \| \| 1996–00 \| \| Daewoo \| \| 2001 \| [8] \| Daewoo \| \| 2001–02 \| [8] \| Pol-Mot \| \| 2002–03 \| [8] \| Kredyt Bank \| \| 2008–10 \| [8] \| n \| \| 2011–14 \| [8] \| Active Jet[9] \| \| 2005– \| [8] \| Królewskie[10] \| \| 2014–2020 \| [8] \| Fortuna[11] \| \| 2020– \| [8] \| Plus500[12] \| |              |
| Período   | Proveedor | Patrocinador |
| 1978–90   | | –            |
| 1990–91   | | Müller       |
| 1991      | | Müller       |
| 1992–95   | | FSO          |
| 1995–96   | Canal + |              |
| 1996–00   | | Daewoo       |
| 2001      | [ 8 ] | Daewoo       |
| 2001–02   | [ 8 ] | Pol-Mot      |
| 2002–03   | [ 8 ] | Kredyt Bank  |
| 2008–10   | [ 8 ] | n            |
| 2011–14   | [ 8 ] | Active Jet   |
| 2005–     | [ 8 ] | Królewskie   |
| 2014–2020 | [ 8 ] | Fortuna      |
| 2020–     | [ 8 ] | Plus500      |